# 곤다 슈이치
곤다 슈이치(일본어: 権田 修一, 1989년 3월 3일 ~ )는 일본의 축구 선수로, 시미즈 에스펄스 소속이다.

## 구단 경력
그는 2007년부터 2024년까지 J리그의 FC 도쿄, 사간 도스, 시미즈 에스펄스에서 활동하였다.

## 국가대표팀 경력
그는 2010년 AFC 아시안컵 예선에 참가할 일본 국가대표팀에 발탁되었으며, 1월 6일 예멘와의 경기에서 데뷔했다.
그는 2012년 하계 올림픽에 참가할 일본 U-23 국가대표팀에 발탁되었으며, 6경기에 출전, 일본의 4강 진출을 이끌기도 하였다.
2013년 FIFA 컨페더레이션스컵, 2014년 FIFA 월드컵에도 국가대표팀에 포함되었다. 경기에는 출전하지 않았다. 2019년 AFC 아시안컵, 2022년 FIFA 월드컵에도 발탁되었으며 골키퍼로 활약. 아시안컵 준우승, 월드컵 16강 진출에 기여했다. 그는 2022년까지 국제 A매치 통산 38경기에 출전했다.

## 경력 통계

### 클럽
2012년 8월 25일 기준
| 클럽      | 시즌      | 리그 | 리그 | 컵1  | 컵1  | 리그컵2 | 리그컵2 | 대륙3 | 대륙3 | 기타4 | 기타4 | 합계 | 합계 |
| 클럽      | 시즌      | 출전 | 득점 | 출전 | 득점 | 출전    | 득점    | 출전  | 득점  | 출전  | 득점  | 출전 | 득점 |
| --------- | --------- | ---- | ---- | ---- | ---- | ------- | ------- | ----- | ----- | ----- | ----- | ---- | ---- |
| 도쿄      | 2007      | 0    | 0    | 0    | 0    | 0       | 0       | -     | -     | -     | -     | 0    | 0    |
| 도쿄      | 2008      | 0    | 0    | 0    | 0    | 0       | 0       | -     | -     | -     | -     | 0    | 0    |
| 도쿄      | 2009      | 34   | 0    | 1    | 0    | 10      | 0       | -     | -     | -     | -     | 45   | 0    |
| 도쿄      | 2010      | 30   | 0    | 2    | 0    | 7       | 0       | -     | -     | 1     | 0     | 40   | 0    |
| 도쿄      | 2011      | 20   | 0    | 5    | 0    | -       | -       | -     | -     | -     | -     | 25   | 0    |
| 도쿄      | 2012      | 20   | 0    | 0    | 0    | 0       | 0       | 5     | 0     | -     | -     | 25   | 0    |
| 경력 합계 | 경력 합계 | 104  | 0    | 8    | 0    | 17      | 0       | 5     | 0     | 1     | 0     | 135  | 0    |

1 천황배 전일본 축구 선수권 대회 포함
2 J리그컵 포함
3 AFC 챔피언스리그 포함
4 J리그컵 / 코파 수다메리카나 챔피언십 포함

### 국가대표팀
| 일본 | 일본 | 일본 |
| 연도 | 출전 | 득점 |
| ---- | ---- | ---- |
| 2010 | 1    | 0    |
| 2011 | 0    | 0    |
| 2012 | 0    | 0    |
| 2013 | 1    | 0    |
| 2014 | 0    | 0    |
| 2015 | 1    | 0    |
| 2016 | 0    | 0    |
| 2017 | 0    | 0    |
| 2018 | 2    | 0    |
| 2019 | 11   | 0    |
| 2020 | 2    | 0    |
| 2021 | 10   | 0    |
| 2022 | 10   | 0    |
| 통산 | 38   | 0    |

## 수상

### 국가대표팀
- AFC 아시안컵: 2011
- EAFF 동아시안컵: 2013

### 클럽
도쿄
- J리그 디비전 2: 2011
- 천황배 전일본 축구 선수권 대회: 2011
- J리그컵: 2009
- J리그컵 / 코파 수다메리카나 챔피언십: 2010